# Субачев Віктор Михайлович
Ві́ктор Миха́йлович Субаче́в (28 грудня 1937, Дебальцеве Донецької області) — український співак (баритон), народний артист України (1993).

## Життєпис
Народився 28 грудня 1937 року в м. Дебальцеве Донецької області.
1969 — закінчив Харківський інститут мистецтв (клас Л. Куриленко).
З 1969 — соліст Чернігівської філармонії.
З 1993 викладає в Чернігівському музичному училищі ім. Льва Ревуцького (викладач-методист).
Серед його учнів — Марина Черноштан, співачка (сопрано), лауреат міжнародних вокальних конкурсів.
1993 року йому присвоєне звання Народного артиста України.